# Legio XVII
Legio XVII was een Romeins legioen dat in het jaar 9 in de slag bij het Teutoburgerwoud werd vernietigd.

## Geschiedenis
Het 17e legioen werd waarschijnlijk in 41/40 v.Chr. opgericht door Gaius Julius Caesar Octavianus, de latere keizer Augustus, om te strijden tegen Sextus Pompeius. Nadat Pompeius verslagen was bevond het legioen zich waarschijnlijk in de Romeinse provincie Gallia Aquitania. Later werd het naar de militaire provincie Germania in het Rijngebied gestuurd. In het jaar 9 was het 17e legioen samen met het 18e onder Publius Quinctilius Varus in Castra Vetera gestationeerd: het werd in september van dat jaar met het 18e en 19e legioen vernietigd in de slag bij het Teutoburgerwoud door de Germaanse veldheer Arminius. Het Romeinse leger zou de legioencijfers 17, 18 en 19 nooit meer gebruiken.
In het jaar 16 wist Germanicus Julius Caesar tijdens zijn derde Veldtocht in Germania de verloren veldtekens (aquilae) van het 17e en 18e legioen in Germania terug te vinden.